# توماس ارسلان
توماس ارسلان (آلمانی: Thomas Arslan؛ زادهٔ ۱۶ ژوئیهٔ ۱۹۶۲) کارگردان فیلم آلمانی-ترکیه‌ای است. او بیش از ده فیلم را از سال ۱۹۹۰ میلادی کارگردانی کرده‌است.
فیلم داستانی شب‌های روشن محصول ۲۰۱۷ میلادی آلمان و نروژ، به کارگردانی ارسلان، برای شرکت در بخش رقابتی دریافت خرس طلایی و خرس نقره‌ای در شصت و هفتمین جشنواره بین‌المللی فیلم برلین برگزیده شد.

## منتخب فیلم
| سال  | عنوان      | نقش | توضیح |
| ---- | ---------- | --- | ----- |
| ۲۰۱۰ | در سایه    |     |       |
| ۲۰۱۳ | طلا        |     |       |
| ۲۰۱۷ | شب‌های روشن |     |       |